# Плоды шиповника
Плоды шипо́вника (лат. Frūctūs Rosae) — лекарственное растительное сырьё; собранные в период созревания плоды различных видов шиповника: майского, иглистого, даурского, Федченко и некоторых других. В высушенном виде продаются в аптеках и используются для изготовления настоя. 
Из сока сырых плодов изготовляют сироп, а из самих плодов — экстракт.
Плоды шиповника содержат большое количество витаминов, особенно витамина C (не менее 0,2 %) и витаминов P и K, флавоноиды, каротиноиды, дубильные вещества, пектины. Они оказывают общеукрепляющее действие, стимулируют неспецифическую сопротивляемость организма вредным воздействиям, ускоряют восстановление тканей, уменьшают проницаемость сосудов, положительно влияют на углеводный и минеральный обмен веществ, обладают противовоспалительными свойствами. Усиливают гуморальный и клеточный иммунитет. Обладают желчегонным действием, обусловленным наличием органических кислот и флавоноидов.

## Химический состав
Кроме витамина C, в плодах шиповника содержатся другие витамины и биологически активные вещества:
- витамин P[2][3][4][5][6] (до 9 %[7]),
- PP[8],
- B1[8][9],
- B2[4][6](1813) (0,00003 %[2]),
- К[2][9],
- Е[3][5][10][11]. Шиповник относится к наиболее богатым растениям по содержанию витаминов P и E. Шиповник — чемпион среди плодовых и ягодных растений по содержанию витамина P[8].

Кроме того, в плодах содержатся:
- сахара[4](2594) (0,9—8,1[12](24[8])%): глюкоза, фруктоза, ксилоза, сахароза;
- органические кислоты: лимонная (до 2 %[9]) и яблочная (1,8 %[9]) (до 1,8[2](2[8])%), олеиновая (15 %), линолевая (62 %), линоленовая (18,5 %), пальмитиновая (2,5 %), стеариновая (2 %), арахиновая[8](2594);
- пектины (от 1,8—3,7[9][12](14,1[2])%);
- каратиноиды: каротин в виде α- и β-каротинов[2][4][6][13][14] (0,0007—0,0096 %[7]), ликопины(2217) A, B, C, рубиксантин[англ.](1344), виолоксантин, антераксантин, зеаксантин(2629), фитофлуин, криптоксантин, тараксантин[2][15];
- флавоноиды[16][17] (0,13(1813)—14,9 %): кемпферол(2134), кверцетин[2][18][19](2406), гиперозид, астрагалин, кверцимеритрин[20], изокверцитрин, тилирозид[2][15][19][21], гесперидин, рутин(1810). Кемпферол и изофлавоноиды оказывают мочегонное действие, а кверцетин — кровоостанавливающее. Рутин, наряду с витамином P, обладает капилляроукрепляющим свойством, а кверцетин — кровоостанавливающим[8];
- дубильные вещества[22][23] (3,5(1813)—5[2](21,8(1813))%). Дубильные вещества оказывают вяжущее, противовоспалительное и бактерицидное действие;
- эфирное масло;
- стероиды и их производные(2594);
- антоцианы[2][15][24], лейкоантоцианидины[25](2483);
- высшие алифатические углеводороды: нонакозан, гентриаконтан, гептакозан;
- высшие алифатические спирты(2594);
- макроэлементы: калий (до 0,058 %), кальций (до 0,066 %), магний (до 0,02 %), железо (до 0,028 %);
- микроэлементы: марганец[2] (0,008—0,1 %), фосфор (до 0,02 %), натрий (0,005—0,01 %), молибден (0,003—0,005 %), медь (0,003 %), цинк (до 0,1 %)[7][26], кобальт, алюминий, селен, никель, стронций, свинец[2]. Накапливает медь, кобальт, селен[2].

В орешках содержится 4(2529)—10(2271, 2519)(16) % жирного масла, состоящего в основном и из глицеридов непредельных кислот (линолевая и линоленовая кислоты), богатое витамином E (0,0013—0,0049 %) и каротином(2587). В орешках шиповника собачьего содержится до 50 % олеиновой кислоты(2587).

## Сироп из плодов шиповника
Сироп из плодов шиповника (Sirupus ex fructibus Rosae) получают из сока плодов шиповника (иногда с добавлением экстракта ягод рябины красной, рябины черноплодной, боярышника, клюквы), сахара, аскорбиновой кислоты, лимонной кислоты.
Сироп представляет собой тёмно-коричневую жидкость со сладким вкусом шиповника и ягодных экстрактов. Он применяется для профилактики гиповитаминозов, при недостатке аппетита, при застойных явлениях в жёлчном пузыре (особенно у детей и лиц пожилого возраста).
Назначают внутрь: взрослым — по 1-2 столовые ложки 2-3 раза в день; детям от 2 до 3 лет — по 1/2 чайной ложки, от 3 до 6 лет — по 1 чайной ложке, от 6 до 12 лет — по 1 десертной ложке 2-3 раза в день.
С осторожностью следует назначать при сахарном диабете ввиду повышенного содержания сахара в сиропе.

## Настой плодов шиповника
Для приготовления настоя 10 г (одну столовую ложку) сухих плодов заливают одним стаканом (200 мл) горячей кипячёной воды и нагревают на водяной бане (в кипящей воде) 15 минут, настаивают не менее 45 минут, процеживают и отжимают плоды.
Принимают по 50—100 мл два раза в день после еды при гиповитаминозах C и P, для их профилактики, а также при астении и для усиления иммунитета. Как желчегонное средство могут применяться и плоды низковитаминных сортов.

## Экстракт из плодов шиповника
Экстракт из плодов шиповника (Rosae pingue fructuum extract) выпускается под названиями «Холосас», «Холос», «Холемакс». Он применяется как желчегонное средство при холециститах (кроме калькулёзных) и гепатохолециститах.

## Противопоказания
Препараты шиповника противопоказаны в случаях индивидуальной непереносимости (аллергия), при бронхиальной астме, гастритах, язвенной болезни желудка и двенадцатиперстной кишки в период обострения.